# Virginia Vezzi
Virginia Vezzi o da Vezzo (Velletri, 1601 – Parigi, 1638) è stata una pittrice italiana; sposò il grande pittore francese Simon Vouet che seguì in Francia dove la Vezzi visse per il resto della sua (breve) vita.

## Biografia

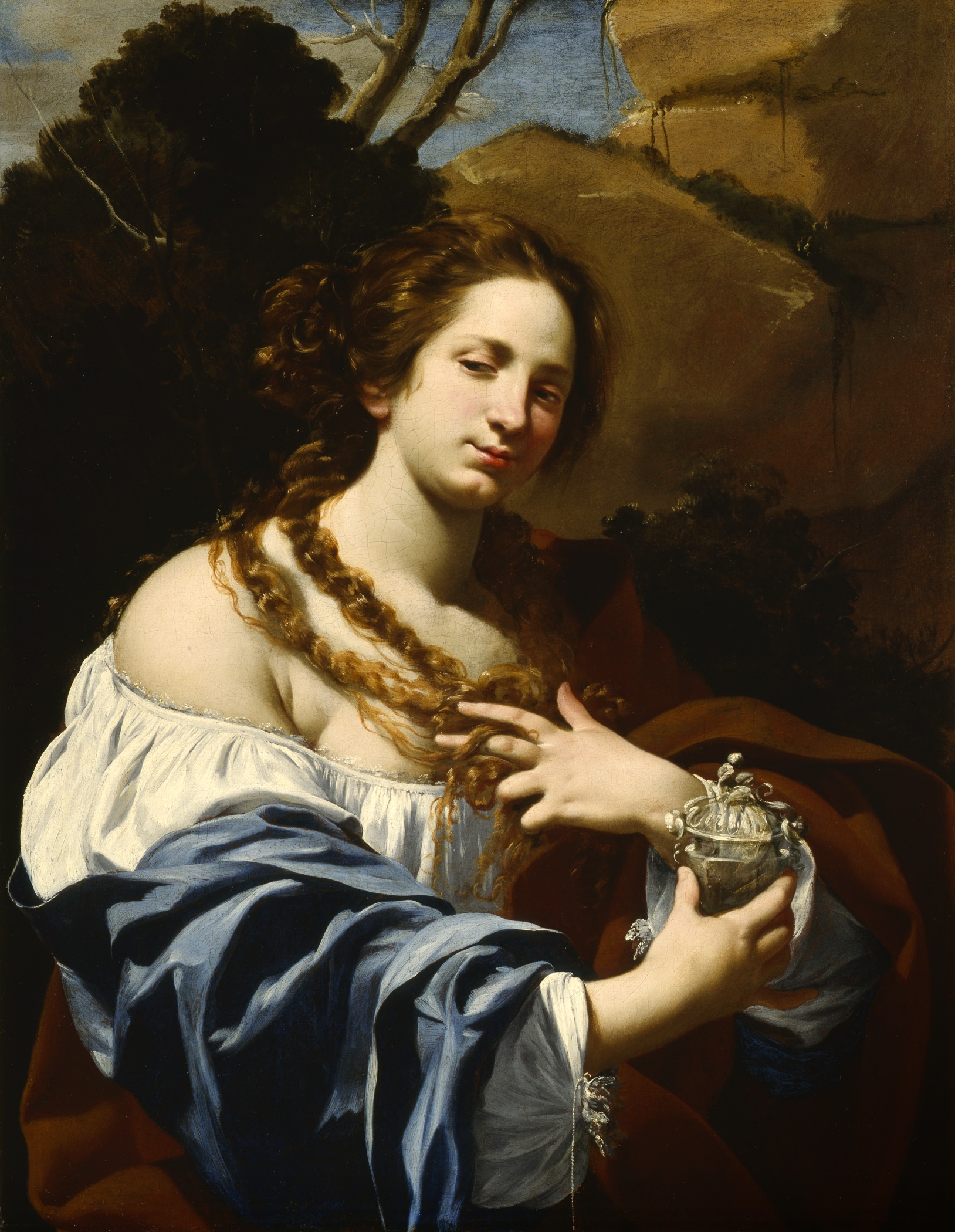
Simon Vouet, Virginia Vezzi come la Maddalena, 1627 circa, Los Angeles County Museum of Art

Figlia di Pompeo Vezzi, pittore a sua volta, Virginia Vezzi nacque a Velletri. I Vezzi, intorno al 1610, si trasferirono a Roma dove probabilmente Virginia iniziò ad apprendere l'arte della pittura sotto l'insegnamento del padre.
In seguito, all'inizio del decennio successivo, la giovane entrò nella scuola di disegno avviata a Roma da Simon Vouet che, sia per il talento della ragazza sia per la sua bellezza - la si evince dall'incisione di Claude Mellan che la ritrae - se ne innamorò; evidentemente corrisposto: Simon e Virginia convolarono a nozze nel 1626. 
Proprio dall'iscrizione dell'incisione del Mellan - stampata nello stesso anno del matrimonio e con ogni probabilità occasionata proprio da questo evento - apprendiamo che Virginia si era già messa in luce quale abile pittrice. Infatti la Vezzi, forse già nel 1624, era stata accolta nell'Accademia di San Luca, traguardo prestigioso per un artista e raro al tempo per una donna.
Un anno dopo il matrimonio Simon Vouet fece ritorno in Francia, per stabilirsi alla corte di Luigi XIII dove acquisì il titolo di primo pittore del re ed ebbe una sfolgorante carriera. Virginia naturalmente seguì il marito alla corte del re di Francia.
Durante il suo soggiorno a Parigi, come testimoniano alcune fonti, ebbe modo di fare apprezzare la sua arte ed il suo talento e a corte venne particolarmente stimata da Maria de' Medici e dal Cardinale Richelieu. 

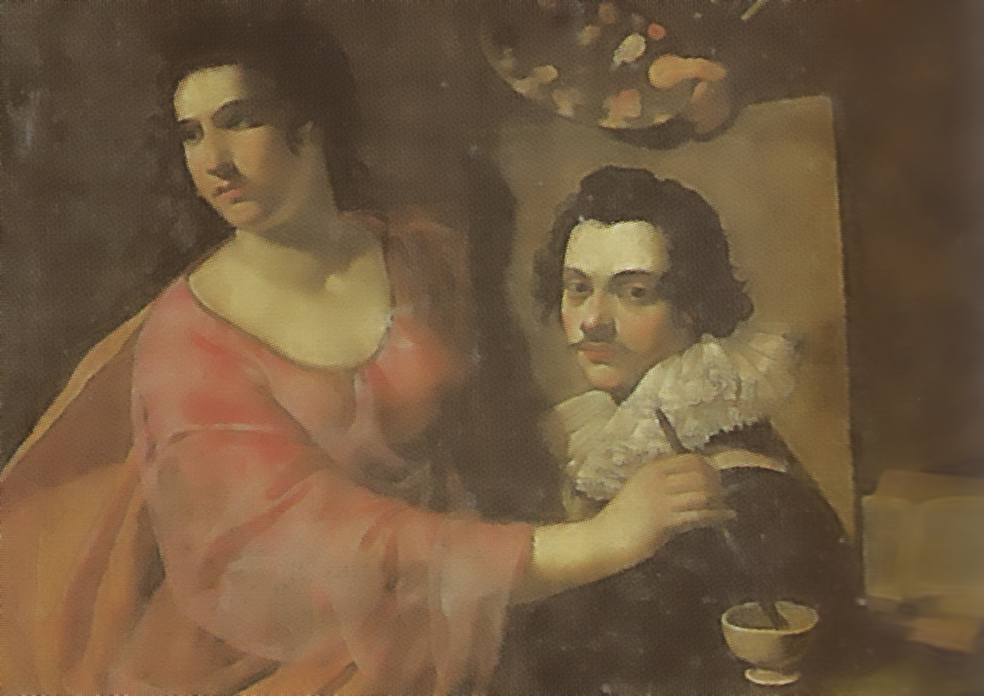
Virginia Vezzi? (attribuzione dubitativa), Allegoria della pittura, 1620 circa, collezione privata

Si pensa che Virginia facesse da modella per Simon: un dipinto raffigurante la Maddalena (Los Angeles County Museum) da alcuni è inteso come ritratto della Vezzi in veste della santa (nello stesso Museo californiano il dipinto è esposto con il titolo Virginia da Vezzo, the Artist's Wife, as the Magdalen). 
Federico Zeri a proposito di un dipinto del Vouet, pubblicato dallo  stesso storico, raffigurante l’appassionato incontro tra due amanti (il dipinto è per l’appunto denominato gli Amanti; Mosca, Museo Puškin) pensò che si trattasse di un doppio ritratto del pittore francese e di Virginia. La successiva scoperta di un’incisione tratta da questa tela e datata 1618 ha probabilmente confutato  la tesi di Zeri posto che a quella data Simon Vouet e Virginia Vezzi verosimilmente non si erano ancora incontrati.
Virginia Vezzi mise al mondo tre figli: Françoise Vouet nato nel 1627 e morto nello stesso anno, Jeanne Angélique Vouet (1630 - 1674) e Louis René Vouet (1638 - ?) che seguì le orme dei genitori ed ebbe una buona carriera da pittore. 
Morì prematuramente nell'ottobre del 1638.

## Opere

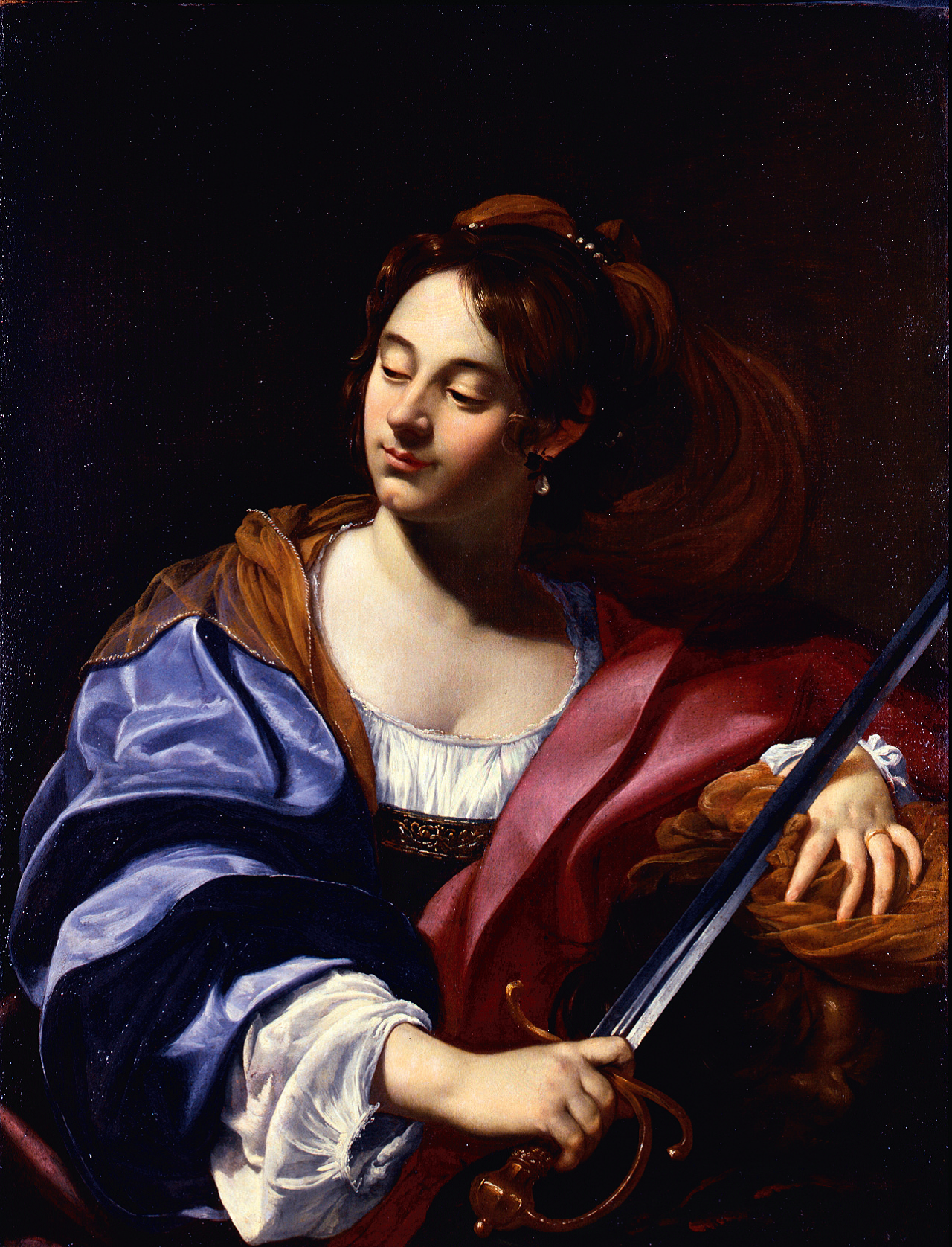
Virginia Vezzi, Giuditta e Oloferne, 1624-1626, Nantes, Musée des beaux-arts

Benché vi siano più fonti che attestino una significativa attività artistica della Vezzi ad oggi vi è una sola opera nota attribuibile con certezza alla pittrice: la Giuditta e Oloferne del Musée des beaux-arts di Nantes. L'opera, che forse è il saggio che consentì alla Vezzi l'ingresso nell'Accademia di San Luca, mostra la chiara adesione di Virginia allo stile del suo maestro Vouet che di li a poco sarebbe divenuto anche suo marito. 
Come nella coeva pittura di Simon Vouet, nella Giuditta di Nantes si colgono ancora le reminiscenze caravaggesche che caratterizzano la prima fase romana del pittore francese e che egli, poco prima di fare ritorno in Francia, abbandonò per avvicinarsi ad uno stile classicista che ebbe quale principale punto di riferimento l'arte di Guido Reni.
Tra le proposte più significative di ampliamento del catalogo della Vezzi vi è una Allegoria della pittura che in realtà celerebbe un doppio ritratto della stessa pittrice in atto di ritrarre l'amato Simon (riconoscibile, secondo questa ipotesi, per la somiglianza con alcuni autoritratti del pittore francese). 

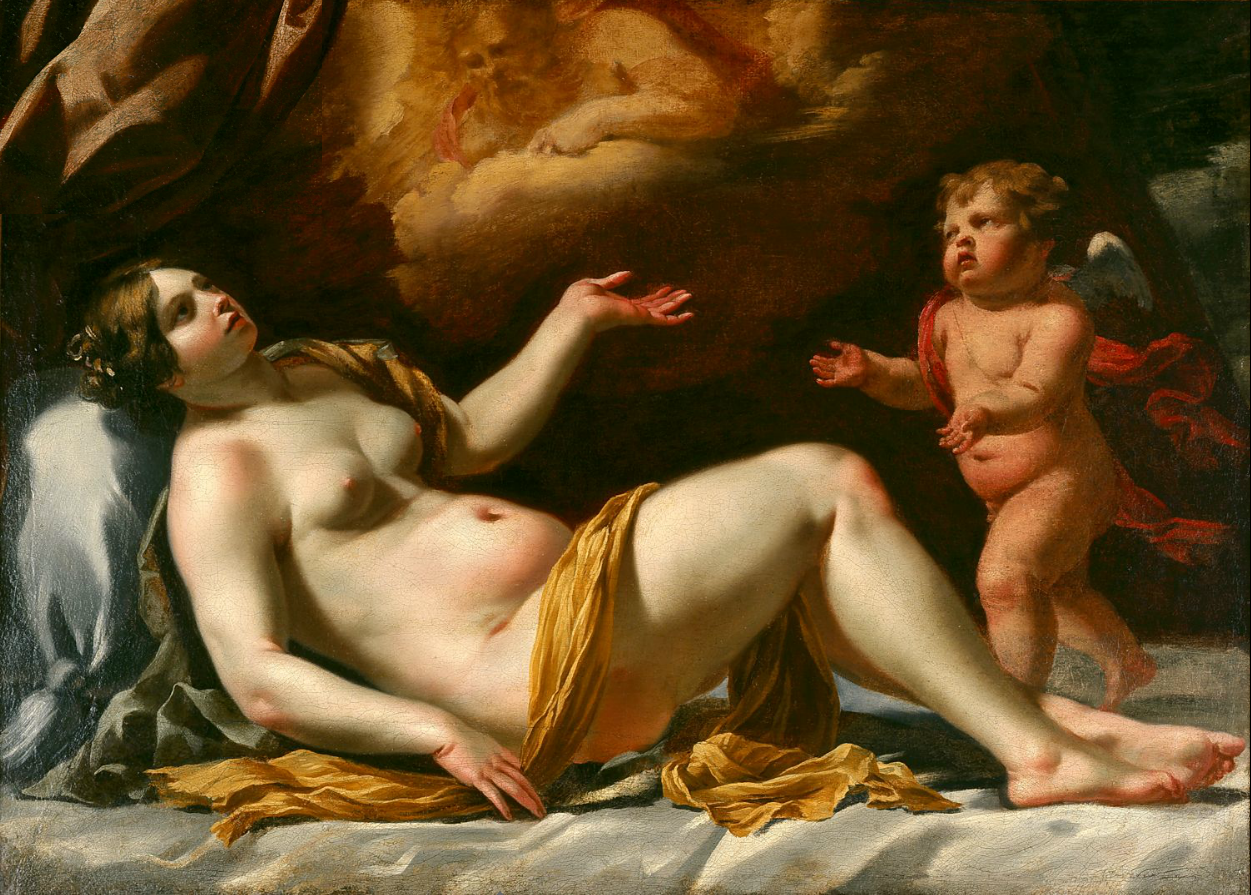
Jacques Blanchard, Danaë, 1620-1630, Austin, Blanton Museum of Art. Per l'opera è stata formulata un'ipotetica attribuzione alternativa a favore di Virginia Vezzi

Lo stile appare meno sicuro rispetto alla tela di Nantes: se davvero quest'allegoria è di Virginia l'opera dovrebbe essere collocata qualche anno più avanti della Giuditta e documenterebbe gli esordi della pittrice, forse le sue esercitazioni alla scuola del Vouet.
Ma al di là di dubitativi accrescimenti dell'opera nota di Virginia resta il fatto che la produzione dell'artista ancora ci sfugge pressoché integralmente. Un'ipotetica spiegazione di questa circostanza potrebbe essere individuata nella vicinanza stilistica della Vezzi all'arte di suo marito: è quindi possibile che opere della pittrice siano ancora oggi celate sotto attribuzioni generiche alla scuola o all'ambito di Simon Vouet ovvero assegnate a seguaci del maestro parigino. 
Un esempio in questo senso potrebbe essere costituito da una raffigurazione di Danaë (Blanton Museum of Art, ad Austin in Texas) tradizionalmente attribuita a Jacques Blanchard - per l'appunto uno dei pittori di maggior rilievo che gravitarono intorno al Vouet quando questi prese servizio alla corte di Luigi XIII - ma che secondo lo studioso francese Guillaume Kazerouni potrebbe spettare proprio a Virginia Vezzi. Si tratta del resto di un tema femminile, come dimostrano i capolavori sullo stesso o analoghi soggetti di Artemisia Gentileschi, pittrice che molto probabilmente la Vezzi conobbe durante i suoi anni romani.